# 西原 (鹿屋市)
西原（にしはら）は、鹿児島県鹿屋市の町丁。西原一丁目から西原四丁目までがあり、西原一丁目から西原四丁目のうち西原二丁目・西原三丁目の一部を除き全域で住居表示が実施されている。旧肝属郡鹿屋町中名の一部、旧鹿屋市西原町の一部。郵便番号は893-0064。2020年3月時点での人口は5,689人、世帯数は2,849世帯である。

## 地理

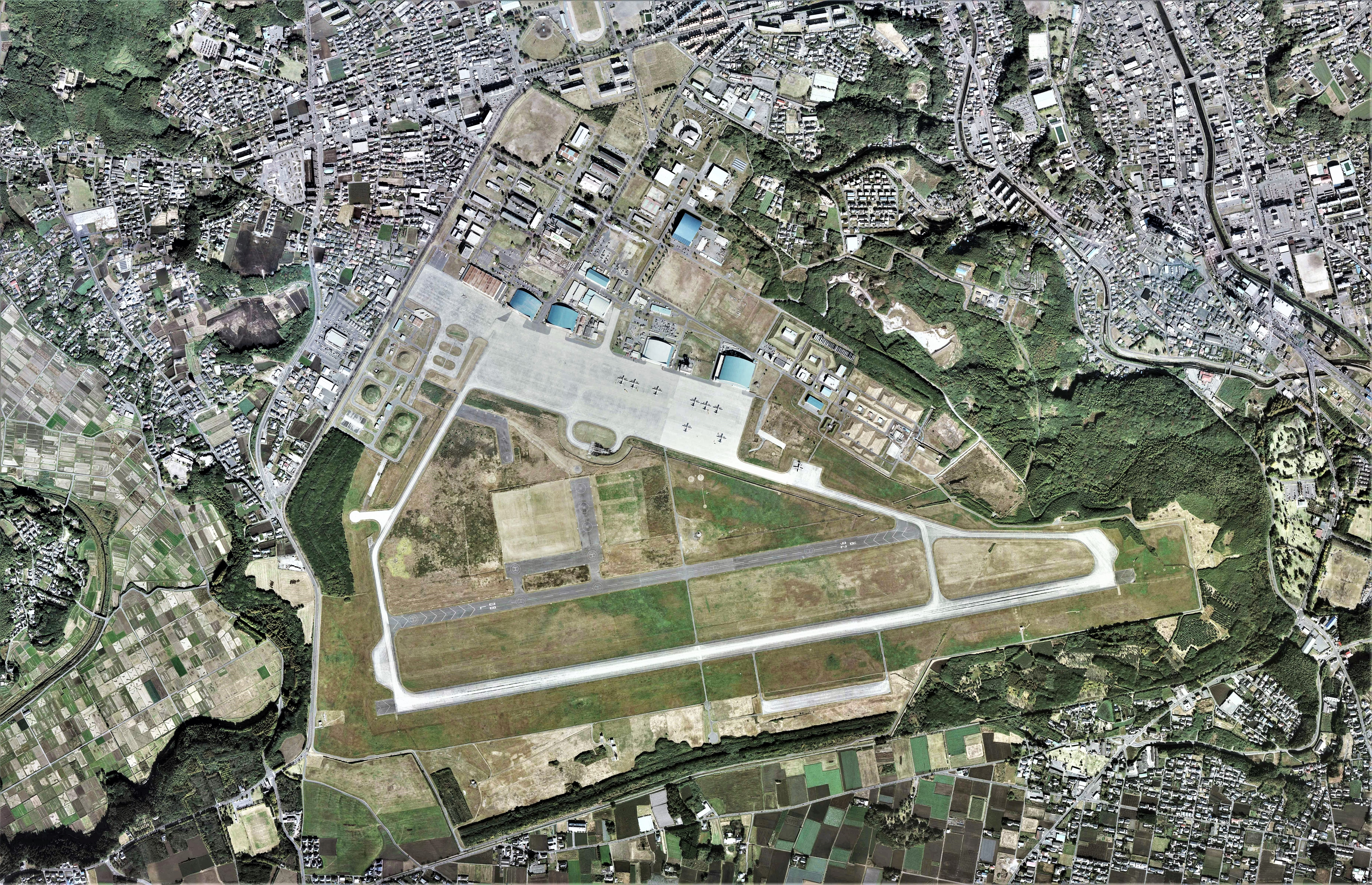
西原3丁目付近の空中写真

西原は鹿屋市の南部位置する。北で上谷町と、東で新栄町や新生町と、西で今坂町や野里町と、北西で郷之原町と、南は田崎町と接する。北部は山林が多く、南部の平地に人口、家屋ともに密集している。
鹿屋市総合計画区域においては、上谷町、新生町、大浦町、郷之原町、今坂町、上野町、野里町とともに旧西原町にあたる西原地区を、鹿屋市地域福祉計画区域においては、先述の西原地区を構成する町名、小野原町、天神町、船間町、古江町、古里町、白水町、海道町、花岡町、根木原町、花里町、有武町、小薄町、高牧町と鹿屋第一・花岡地区を形成する。

### 地価
2021年（令和3年）3月31日の公示地価によれば、下記の西原の住宅地における地価は次の通りである。
国土交通省
- 西原2丁目24-19（鹿屋1） : 20,300円/m2
- 西原1丁目12-26（鹿屋5-3） : 27,100円/m2

### 河川
- 下谷川

## 歴史

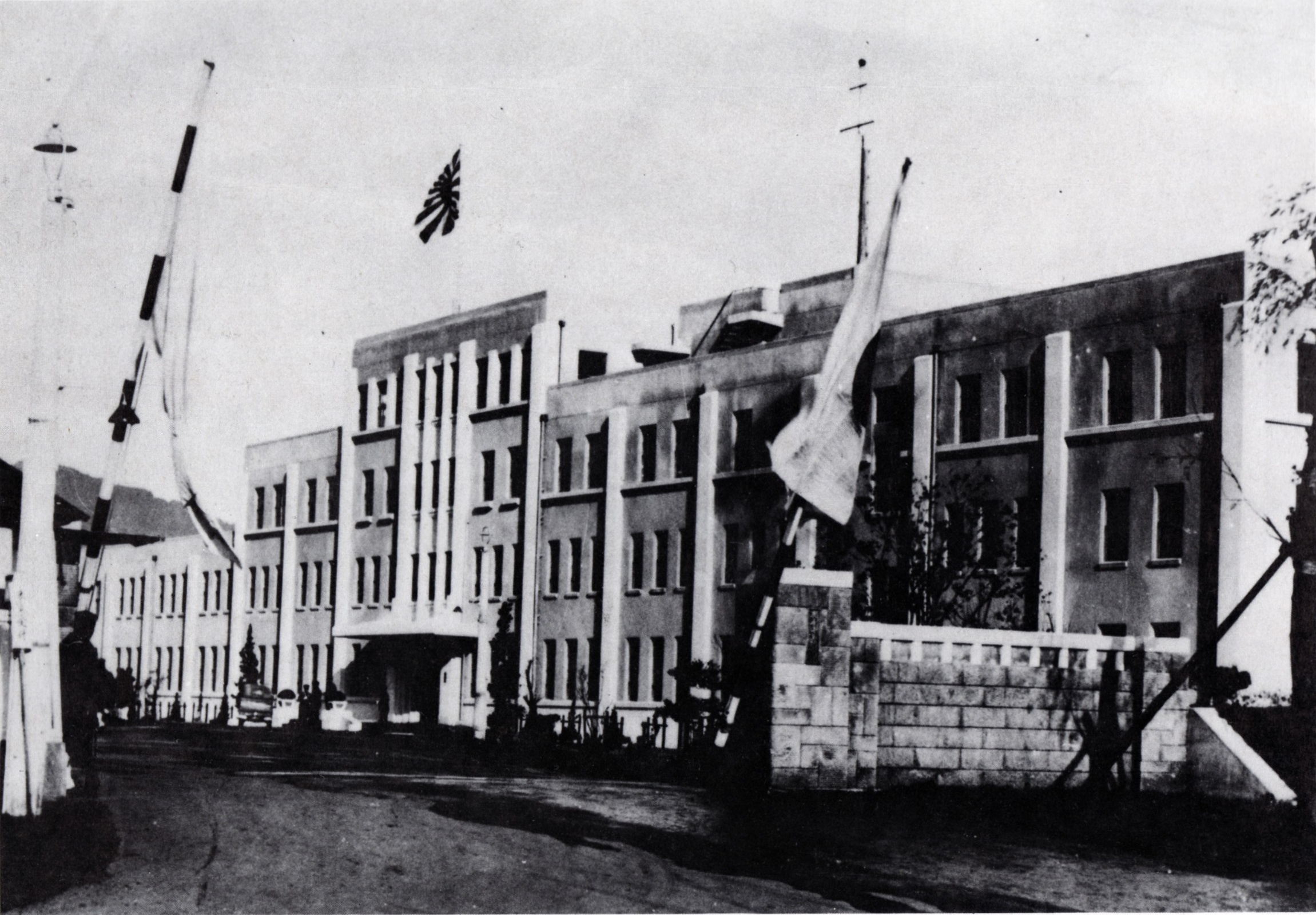
現在の第1航空群司令部にあたる海軍航空隊本部。

西原の歴史は域内にある鹿屋航空基地の歴史と結びつきが強い。昭和初期、現在の西原にあたる地域は低地が広がっており、北田・上谷の集落が伸びているにすぎなかったが1936年4月1日に大日本帝国海軍鹿屋海軍航空隊が創設されると、航空工廠工員の住宅、官舎が次々と域内に建設され、現在の基礎となる住宅団地ができた。太平洋戦争末期の1945年3月18日、鹿児島県内最大の特攻隊基地である大日本帝国海軍鹿屋海軍航空隊鹿屋航空基地があったため、西原は空襲の被害を受けた。

### 沿革
- 1941年 - 航空工廠工員の西原住宅が現在の西原1丁目にあたる地域に建設される。
- 1942年 - 供養松原海軍住宅が現在の西原2丁目にあたる地域に建設される。
- 1950年 - 町名設置により大字中名から、西原町が成立。
- 昭和30年代 - 清風園が西原1丁目にあたる地域に、あけぼの住宅とひばり住宅が西原2丁目にあたる地域に、平和住宅が西原3丁目にあたる地域に、桜ヶ丘団地が西原4丁目にあたる地域に建設された。他にも、航空隊東官舎や西官舎、国家公務員宿舎などが建設され、住宅団地が形成された。
- 1963年 - 西原土地区画整理事業が始まる。
- 1970年1月1日 - 西原地区で住居表示がされ、西原町が西原1丁目から4丁目に分割され、新栄町および上谷町が設置される[11]。
- 2015年3月16日 - 西原1丁目にあった、域内唯一の交番であった西原交番が鹿屋中央交番に統合される。

## 施設

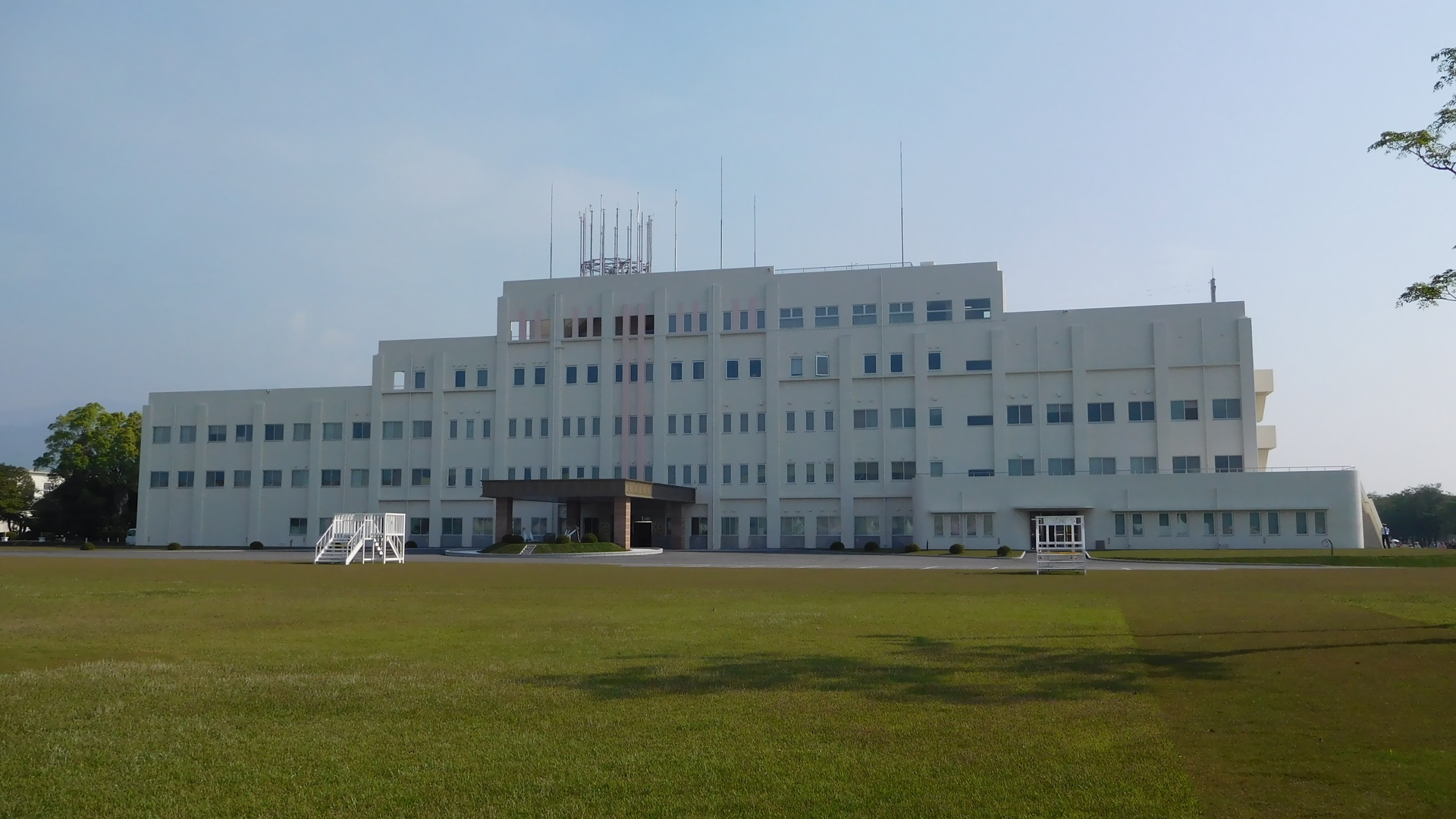
鹿屋航空基地にある第1航空群司令部新庁舎。

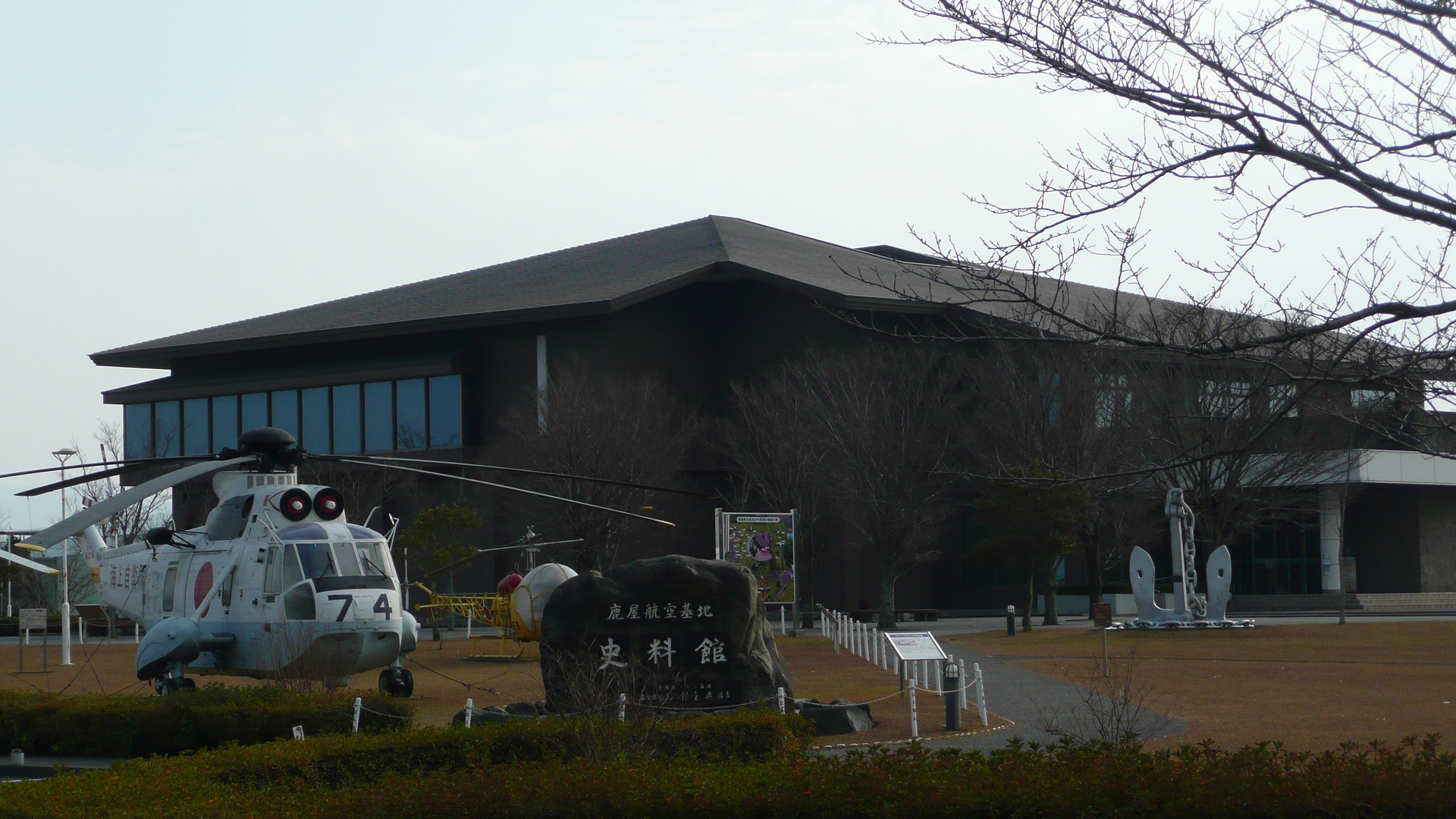
鹿屋航空基地史料館の外観。

### 西原一丁目
- 鹿屋市立鹿屋女子高等学校[12]
- 鹿屋市立西原小学校[13]
- 鹿屋西原郵便局[14]
- 西原1丁目公民館[15]
- 鹿児島銀行西原支店[16]
- 鹿屋キリスト教会[17]

### 西原二丁目
- 鹿屋市立第一鹿屋中学校[18]
- 鹿屋松原簡易郵便局[19]
- 西原地区学習センター[20]
- 鹿屋運動公園[21][22]
- さくら保育園[23][24]

### 西原三丁目
- 鹿屋市立鹿屋看護専門学校[25]
- 海上自衛隊鹿屋航空基地[26][27]
- 鹿屋航空基地史料館[28]
- 鹿屋市観光物産総合センター[29][30]
- 西原健康運動公園[31]
- 国土交通省大隅河川国道事務所鹿屋国道維持出張所[32]

### 西原四丁目
- 鹿屋合同庁舎 - 複数の国の出先機関が入居
  - 鹿児島地方法務局鹿屋支局[33]
  - 鹿屋税務署[34]
  - 鹿屋労働基準監督署[35]
  - 九州農政局鹿屋駐在所[36]
  - 自衛隊鹿児島地方協力本部鹿屋地域事務所[37]
- 鹿屋桜ヶ丘簡易郵便局[38]
- かのやコミュニティ放送本部[39]
- 桜ヶ丘病院[40]

## 交通

### 鉄道
域内に鉄道駅はない。近隣駅からは、10km以上離れている。

### 道路
一般国道
- 国道269号（指宿市 - 宮崎市）[41]

市町村道
- 市道古前城線
- 市道郷ノ原線

### バス

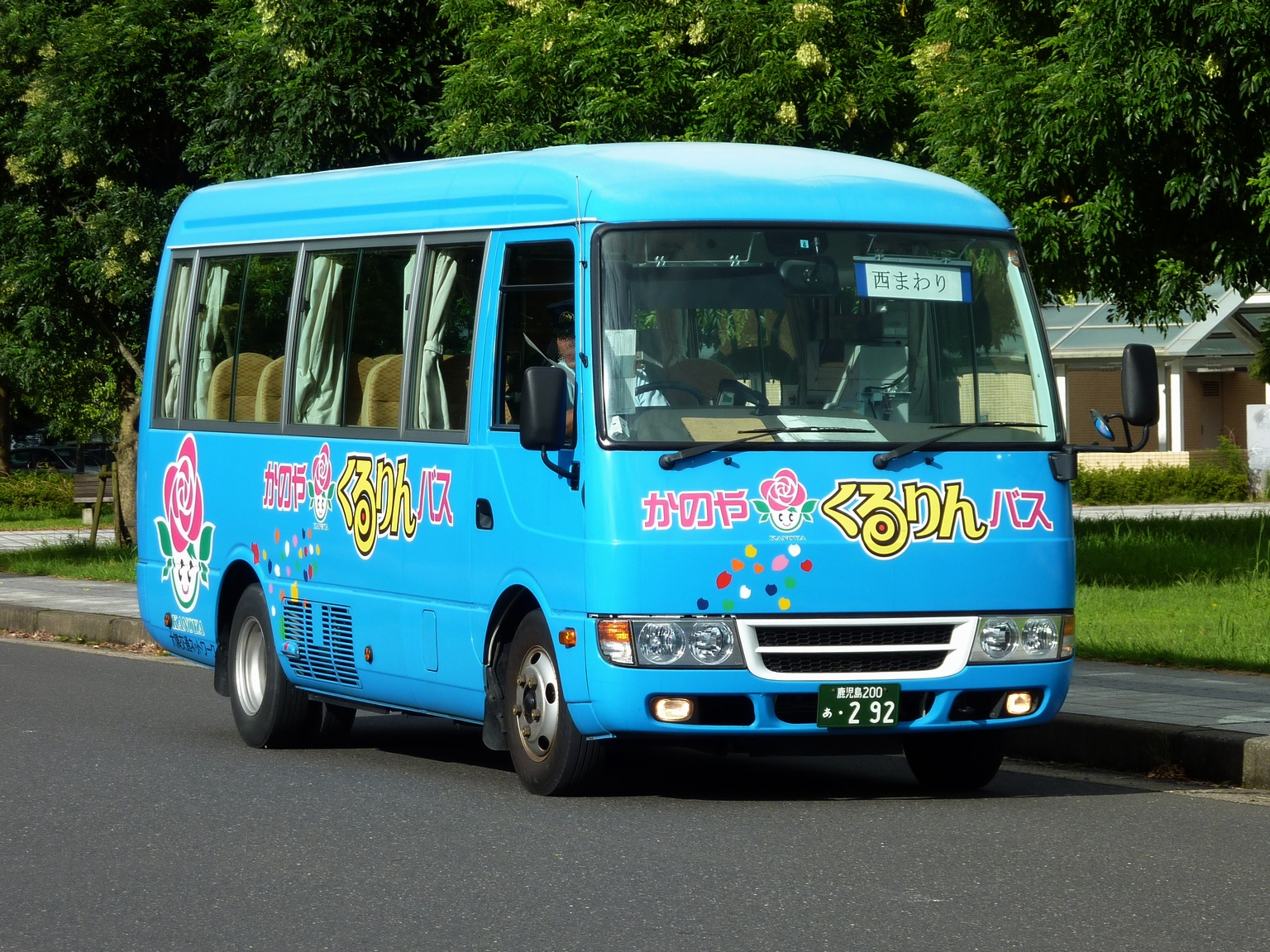
かのやくるりんバス

- 高速バス
  - 鹿児島-鹿屋[42]
- 鹿児島交通
  - 鹿屋-かのやばら園[42][43][44]
  - 志布志-垂水[42][43][44]
  - 志布志港入口-垂水[42][43][44]
  - 鹿屋-小薄〔木原経由〕[42][43][44]
  - 鹿屋-都城〔県民健康プラザ経由〕[43][44]
  - 垂水中央病院-高山[42][43][44]
  - 鹿屋-浜田[43][42][44]
  - 鹿屋-小薄[42][43][44]
  - 金生町-東笠ノ原[42]
  - 鹿屋-大須東[44]
- かのやくるりんばす（市街地巡回バス）
  - 東/西まわり[44]

## 人口
2020年（令和2年）9月30日時点の鹿屋市の住民基本台帳による町内会ごとの人口及び、世帯数は以下の通りである。
| 町内会      | 世帯数〔人〕 | 男性〔人〕 | 女性〔人〕 | 合計〔人口〕 |
| ----------- | ------------ | ---------- | ---------- | ------------ |
| 西原1丁目   | 943          | 850        | 1,072      | 1,922        |
| 西原2丁目東 | 320          | 318        | 344        | 662          |
| 西原2丁目西 | 1,080        | 1,030      | 1,131      | 2,161        |
| 西原3丁目   | 620          | 632        | 587        | 1,219        |
| 西原4丁目   | 966          | 878        | 1,008      | 1,886        |
| 航空隊      | 439          | 399        | 40         | 439          |

また、域内の一部がDID地区（2015年）に含まれるが、1丁目から4丁目の全てで人口減少の傾向が1995年から2015年にかけて、見られた。

## 小・中学校の学区
2020年（令和2年）4月1日時点では、市立小・中学校に通う場合、学区（校区）は以下の通りとなる。
| 町丁      | 地区                                   | 小学校               | 中学校                 |
| --------- | -------------------------------------- | -------------------- | ---------------------- |
| 西原1丁目 | 全域                                   | 鹿屋市立西原小学校   | 鹿屋市立第一鹿屋中学校 |
| 西原2丁目 | 13番から16番、19番から20番に限る       | 鹿屋市立西原小学校   | 鹿屋市立第一鹿屋中学校 |
| 西原2丁目 | 13番から16番、19番から20番を除いた全域 | 鹿屋市立西原台小学校 | 鹿屋市立第一鹿屋中学校 |
| 西原3丁目 | 12番地のみ                             | 鹿屋市立西原台小学校 | 鹿屋市立第一鹿屋中学校 |
| 西原3丁目 | 12番地を除いた全域                     | 鹿屋市立西原小学校   | 鹿屋市立第一鹿屋中学校 |
| 西原4丁目 | 全域                                   | 鹿屋市立西原台小学校 | 鹿屋市立第一鹿屋中学校 |